# لوری دانینگتون-گراب
لوری آلفردا دانینگتون-گراب (۱۸۷۷–۱۷ ژانویه ۱۹۴۵) یک معمار منظره انگلیسی بود. او در سال ۱۹۱۱ به همراه همسر و شریک تجاری خود، هوارد دانینگتون-گراب به کانادا نقل مکان کرد و در آنجا شریدن نرسریز را تأسیس کردند. او در طراحی باغ فعالیت می‌کرد، و البته نویسنده و حامی هنر بود.

## بریتانیا
لوری آلفردا دانینگتون در سال ۱۸۷۷ در انگلستان به دنیا آمد. دوران کودکی او در هند، آفریقای جنوبی و استرالیا سپری شد. او در کالج باغبانی سوانلی در انگلستان به مدت دو سال در رشته طراحی باغ تحصیل کرد. او پس از فارغ‌التحصیلی به عنوان سرپرست باغبانی در یک ملک ایرلندی مشغول به کار شد. او با اچ. سلف-لئونارد، باغبانی که به خاطر باغ‌های صخره‌ای شهرت داشت، شراکتی ایجاد کرد و آنها باغ‌هایی را در سراسر بریتانیا طراحی کردند. لئونارد از پیروان گرترود جکیل بود. عشق لوری به باغ‌های علفی ممکن است از لئونارد یا به دلیل ملاقات با جکیل باشد. 
لوری آرزو داشت که یک معمار منظره شود. این حرفه در آن زمان در انگلستان تدریس نمی‌شد، اما او توانست از طریق دروس خصوصی و دوره‌های فنی دانش لازم را کسب کند. او دفتری را در لندن افتتاح نمود و چندین سال در بریتانیا فعالیت کرد و شهرت فراوانی به دست آورد.  در سال ۱۹۱۰ لری دانینگتون با هوارد گراب، معمار منظر، آشنا شد و این دو در بهار سال ۱۹۱۱ با یکدیگر ازدواج کردند. آنها نام خانوادگی خود را ترکیب کردند تا به آقای و خانم دانینگتون-گراب تبدیل شوند. 

## کانادا

### معمار منظر
هاوارد و لوری در سال ۱۹۱۱ به تورنتو نقل مکان کردند. آنها به سرعت با سفارش‌هایی برای بلوارها و پارک‌های حومه پارک لارنس تورنتو و همچنین سفارش‌های خصوصی برای محوطه سازی و طراحی منظر باغ خانه‌های جدید در آنجا مشغول شدند.  لوری دانینگتون-گراب به تنهایی یا با همسرش روی طراحی باغ‌های خصوصی و عمومی، حومه-باغ‌ها و پروژه‌های شهرسازی کار می‌کرد.  در سال ۱۹۱۳ آنها سفارش‌هایی برای تهیه طرح‌های تقسیمات پارک کالوین در بوفالو، نیویورک، پارک اوریول در تورنتو و دهکده باغ کارگر برای شرکت خمیر و کاغذ ریوردان در هاکسبری، انتاریو دریافت کردند. در تورنتو آنها همچنین باغ چایخانه اولد میل، بررسی دره هامبر و پارک چورلی ۱۵ هکتاری را طراحی کردند.  آثار بعدی شامل باغ‌های پل رنگین کمان و تئاتر-باغ اوکس در آبشار نیاگارا، انتاریو، باغ‌های ورودی دانشگاه مک مستر و پارک گور در همیلتون، انتاریو بود. 

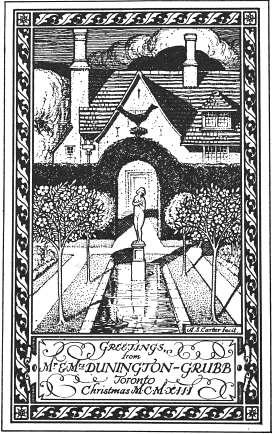
کارت کریسمس ۱۹۱۳ دانینگتون-گرب

دانینگتون-گراب‌ها از مجسمه‌سازی و دیگر آثار هنری در طراحی باغ‌های خود استفاده می‌کردند، از جمله می‌توان به کارهای مجسمه‌سازان فریتز وینکلر، فرانسیس لورینگ و فلورانس وایل و نقاشان JEH MacDonald و Arthur Lismer اشاره کرد. از این رو باغ ایتالیایی پارک‌وود در اوشاوا مجسمه‌های پسری با غاز اثر وینکلر، پسری با دلفین و لیدی و صدف اثر وایل، دختری با سنجاب اثر لورینگ و پسری روی دلفین اثر کلیو هورن را در خود جای داده است.   کار آنها در باغ‌های گیاه‌شناسی سلطنتی (۱۹۲۹) و پارک‌های نیاگارا در دهه ۱۹۳۰ منعکس‌کننده حال و هوای دوسوگرایانه آن زمان است. جایی که گیاهان بومی با اهداف میهن‌پرستانه دیده می‌شدند، اما گیاهان وارداتی نیز به‌عنوان چیزهای عجیب و غریب و عجیب در آن گنجانده می‌شدند. 

### شرایدن نرسریز
در سال ۱۹۱۳ دانینگتون گراب‌ها شرکت شریدان نرسریز را در دهکده شریدان خارج از اوکویل در غرب تورنتو، زمینی به مساحت ۱۰۰ جریب فرنگی (۴۰ هکتار) تأسیس کردند که حدود ۲۰ جریب فرنگی (۸٫۱ هکتار) آن برای گیاهان زینتی مناسب بود.  آنها سوئن هرمان استنسون را برای مدیریت نهالستان استخدام کردند که او را از طریق یک آگهی در یک روزنامه انگلیسی پیدا کرده بودند.  در سال ۱۹۲۶ نهالستان به ۲۵۰ جریب فرنگی (۱۰۰ هکتار) افزایش یافته بود و مجموعه بزرگی از درختان، درختچه‌ها و گیاهان چند ساله را در خود جای داده بود. اولین مراکز باغبانی فصلی در اوایل دهه ۱۹۲۰ در نزدیکی تقاطع یونگ و بلور در محلی که اکنون مرکز شهر تورنتو است و در جاده ساوت‌داون در میسیساگا افتتاح شدند. 

### سایر فعالیت‌ها
لوری در حدود سال ۱۹۱۵ با انجمن هنر زنان کانادا همراه شد و از سال ۱۹۲۵ تا ۱۹۳۰ رئیس انجمن بود.  لوری همچنین یکی از اعضای فعال باشگاه لیسیوم تورنتو و باشگاه هلیکونیان بود که هر دو به مشارکت زنان در هنر اختصاص داشتند.  لوری همچنین عضو جوامعی مانند باشگاه زنان دانشگاه و شورای زنان بود. او در مورد مسائل اجتماعی مانند ازدحام شهری، قیمت غذا، مسکن مقرون به صرفه برای زنان و قضات زن در دادگاه‌های زنان و اطفال سخنرانی می‌کرد.  او همچنین در مورد مسکن و برنامه‌ریزی شهری در دانشگاه تورنتو و در مورد زیباسازی شهر برای دپارتمان کشاورزی انتاریو سخنرانی کرد. او مقالات زیادی در مورد طراحی باغ برای مجلاتی مانند خانه‌ها و باغ‌های کانادایی، مکلینز و قرن زنان نوشت. 
به دلیل کسب و کار خود، دانینگتون-گراب‌ها با نخبگان تورنتو مانند خانواده‌های ایتون، میسی و گودرهام، میزبان و شرکت‌کننده رویدادهای اجتماعی مهمی بودند.  دانینگتون-گراب‌ها در مرکز گروه کوچکی از هنرمندان منظره بودند که در باغ رستوران آشپزخانه رژیمی در خیابان بلور، گرد هم می‌آمدند. در سال ۱۹۳۴ آنها انجمن معماران منظر کانادا را تأسیس کردند.  در سال ۱۹۴۴ لوری رئیس این انجمن شد. 
لوری به بیماری سل مبتلا شد که پس از سال ۱۹۲۸ او را مجبور کرد تا حدودی آرامش بیشتری داشته باشد. لری دانینگتون-گراب در همیلتون، انتاریو، در ۱۷ ژانویه ۱۹۴۵ در آسایشگاه کوهستان درگذشت.  بسیاری از صدها باغ حاصل کار او در حال حاضر از بین رفته‌اند، اگرچه املاک پارک وود هنوز به خوبی نگهداری می‌شود.  انجمن لنداسکیپ انتاریو جایزه سالانه دانینگتون-گراب را پایه گذارده است. 